# Vasile Andrei
Vasile Andrei (* 28. června 1955 Albești, Rumunsko) je bývalý rumunský reprezentant v zápase.
V roce 1984 vybojoval na olympijských hrách v Los Angeles zlatou medaili v zápase řecko-římském v kategorii do 100 kg a v roce 1980 v Moskvě vybojoval ve stejné kategorii bronzovou medaili. V roce 1984 nastoupil i v zápase ve volném stylu nad 100 kg, kde obsadil 6. místo. V roce 1988 v Soulu v zápase řecko-římském v kategorii do 100 kg vypadl v pátém kole.